# Christina McHale
Christina Marietta McHale (* 11. Mai 1992 in Teaneck) ist eine US-amerikanische Tennisspielerin.

## Karriere
McHale, die Tennis am liebsten auf Hartplätzen spielt, nahm als Jugendliche auch an Schwimmwettbewerben teil. Das Tennisspielen lernte sie auf der Privatanlage eines Apartmentkomplexes in Hongkong, wo sie bis zum Alter von acht Jahren mit ihrer Familie lebte.
2007 trat sie erstmals bei Turnieren der ITF Women’s World Tennis Tour an. Bereits 2008 erhielt die ehemalige Nummer zehn der Junioren-Weltrangliste eine Wildcard für die Qualifikationsrunde der US Open und im Jahr darauf vom US-amerikanische Tennisverband sogar eine fürs Hauptfeld der Australian Open 2009, wo sie gegen die ebenfalls als Wildcard startende Australierin Jessica Moore in der Verlängerung des dritten Satzes verlor. Anschließend konnte sie in Melbourne an der Seite von Ajla Tomljanović den Juniorendoppelwettbewerb für sich entscheiden. Aufgrund anhaltend guter Leistungen im Juniorenbereich durfte sie auch in New York im Hauptfeld antreten und schlug Polona Hercog klar in zwei Sätzen; im darauffolgenden Match gegen Marija Scharapowa war sie jedoch chancenlos. Ihr erstes Match auf der WTA Tour gewann sie 2010 in Charleston, wo sie aus der Qualifikation kommend zunächst Alla Kudrjawzewa und anschließend die Weltranglistenzweite Wiktoryja Asaranka nach Aufgabe bezwang, bevor sie in der dritten Runde Melanie Oudin unterlag. Anschließend überraschte McHale beim Premier-Mandatory-Turnier in Cincinnati mit dem Erreichen der dritten Runde, bei der sie unter anderem von der Aufgabe Nadja Petrowas profitierte, dort jedoch klar gegen Kim Clijsters verlor.
2011 folgten mit dem Erreichen der dritten Runde in Indian Wells nach einem Zweisatzerfolg über Swetlana Kusnezowa sowie des Viertelfinals in Charleston weitere gute Ergebnisse vor heimischem Publikum. Im Mai gewann McHale in Rom als Qualifikantin ihren ersten ITF-Titel, ehe sie in Cincinnati mit einem Zweisatzerfolg in der zweiten Runde gegen die Weltranglistenerste Caroline Wozniacki ihren bis dato größten Erfolg feiern konnte. Bei den US Open unterstrich sie ihre gute Form mit einem weiteren Erfolg gegen die Top-10-Spielerin Marion Bartoli und dem erstmaligen Erreichen der dritten Runde eines Grand-Slam-Turniers, in der sie sich Marija Kirilenko geschlagen geben musste. In der Weltrangliste stieg McHale durch konstant gute Ergebnisse bis in die Top 50 auf, was sie zur Teilnahme in den Hauptfeldern der größten WTA-Turniere berechtigte.
In der Saison 2012 stand sie zum ersten Mal in der dritten Runde der Australian Open, erreichte das Viertelfinale bei den Qatar Total Open 2012 in Doha und zog nach einem weiteren Top-10-Erfolg über Petra Kvitová in die vierte Runde von Indian Wells ein, wo sie im Tiebreak des dritten Satzes gegen Angelique Kerber verlor. Nach weiteren Drittrundenauftritten in Paris, Wimbledon sowie beim Rogers Cup in Montreal, erzielte sie im August mit Platz 24 ihre bislang höchste Weltranglistenposition. Bei den Olympischen Spielen in London scheiterte sie in der ersten Runde an Ana Ivanović.
Ende 2012 setzte eine Serie von saisonübergreifend acht Niederlagen in Folge dem Aufstieg der US-Amerikanerin in die Weltspitze ein jähes Ende. 2013 gelang ihr bei den US Open als einzigem Grand Slam der Einzug in die dritte Runde. Zwar erreichte sie bei einem kleineren Turnier in Québec, wo sie gegen Marina Eraković verlor, ihr erstes Halbfinale auf der WTA Tour, doch fiel sie in der Weltrangliste zum Saisonende deutlich aus den besten 50 heraus.
Es folgten mehrere Jahre, in denen McHale immer wieder Achtungserfolge errang, ohne dass es ihr jemals wieder gelang an die konstanten Leistungen der Saisons von 2011 und 2012 heranzukommen. 2014 stand sie in Acapulco erstmals in einem WTA-Finale, verlor darin jedoch knapp in drei Sätzen gegen Dominika Cibulková. Im Jahr darauf überraschte sie in Rom, als sie als Qualifikantin bis ins Viertelfinale vorrückte, in dem sie gegen Daria Gavrilova verlor. 2016 gewann sie dann ihren ersten WTA-Titel in Tokio nach insgesamt fünf Dreisatz-Matches im Finale gegen Kateřina Siniaková mit 3:6, 6:4 und 6:4. Zudem war sie auch im Doppel zweimal erfolgreich: in Hobart an der Seite von Han Xinyun gegen das australische Duo Kimberly Birrell und Jarmila Wolfe sowie bei den Tianjin Open gemeinsam mit Peng Shuai gegen Magda Linette und Xu Yifan.
2018 verlor McHale bei allen Grand Slams in der Auftaktrunde und verließ zum Saisonende erstmals seit 2011 wieder die Top 100 der Weltrangliste. Im Jahr darauf meldete sich die US-Amerikanerin wieder zurück, nachdem sie in Indian Wells aus der Qualifikation heraus die dritte Runde erreichte und in Cagnes-sur-Mer ohne Satzverlust im Finale gegen Stefanie Vögele ihren bislang größten ITF-Titel holte. Nach Siegen in den Hauptfeldern von Wuhan und Peking schloss sie 2019 erneut in den Top 100 der Weltrangliste ab.
2010 gab sie bei der 1:4-Viertelfinalniederlage gegen Frankreich ihren Einstand für die US-amerikanische Fed-Cup-Mannschaft. Seitdem hat sie für ihr Land zehn Partien im Einzel bestritten, von denen sie fünf gewinnen konnte. 2017 errang sie zusammen mit Kristie Ahn und Sloane Stephens den Junioren-Fed-Cup. Im Endspiel schlugen sie das Team aus Großbritannien mit 2:0.
Nach ihrer Erstrundenniederlage in der Qualifikation der US Open 2022 beendete sie vorerst ihre Karriere. Ab November 2024 ist sie jedoch wieder international aktiv.

## Turniersiege

### Einzel
| Nr. | Datum              | Turnier        | Kategorie         | Belag     | Finalgegnerin      | Ergebnis      |
| --- | ------------------ | -------------- | ----------------- | --------- | ------------------ | ------------- |
| 1.  | 5. Juni 2011       | Rom            | ITF $50.000       | Sand      | Jekaterina Iwanowa | 6:2, 6:4      |
| 2.  | 31. Januar 2016    | Maui           | ITF $50.000       | Hartplatz | Raveena Kingsley   | 6:3, 4:6, 6:4 |
| 3.  | 18. September 2016 | Tokio          | WTA International | Hartplatz | Kateřina Siniaková | 3:6, 6:4, 6:4 |
| 4.  | 12. Mai 2019       | Cagnes-sur-Mer | ITF $80.000       | Sand      | Stefanie Vögele    | 7:64, 6:2     |

### Doppel
| Nr. | Datum            | Turnier         | Kategorie         | Belag             | Partnerin         | Finalgegnerinnen                   | Ergebnis         |
| --- | ---------------- | --------------- | ----------------- | ----------------- | ----------------- | ---------------------------------- | ---------------- |
| 1.  | 15. Oktober 2007 | Serra Negra     | ITF $10.000       | Sand              | Allie Will        | Mailen Auroux Tatiana Búa          | 7:5, 6:3         |
| 2.  | 23. Juni 2008    | Wichita         | ITF $10.000       | Hartplatz         | Sloane Stephens   | Dominika Diešková Ana-Clara Duarte | 6:3, 6:2         |
| 3.  | 31. Mai 2010     | Rom             | ITF $50.000       | Sand              | Olivia Rogowska   | Iryna Kurjanowitsch Arantxa Rus    | 6:4, 6:1         |
| 4.  | 16. Januar 2016  | Hobart          | WTA International | Hartplatz         | Han Xinyun        | Kimberly Birrell Jarmila Wolfe     | 6:3, 6:0         |
| 5.  | 16. Oktober 2016 | Tianjin         | WTA International | Hartplatz         | Peng Shuai        | Magda Linette Xu Yifan             | 7:68, 6:0        |
| 6.  | 15. März 2025    | Montreal        | ITF W15           | Hartplatz (Halle) | Raphaëlle Lacasse | Sara Daavettila Sabastiani Leon    | 7:5, 6:1         |
| 7.  | 29. März 2025    | Puerto Vallarta | WTA Challenger    | Hartplatz         | Hanna Chang       | Maya Joint Ena Shibahara           | 2:6, 6:2, [10:7] |

## Abschneiden bei Grand-Slam-Turnieren

### Einzel
| Turnier         | 2008 | 2009 | 2010 | 2011 | 2012 | 2013 | 2014 | 2015 | 2016 | 2017 | 2018 | 2019 | 2020 | 2021 | 2022 | Karriere |
| --------------- | ---- | ---- | ---- | ---- | ---- | ---- | ---- | ---- | ---- | ---- | ---- | ---- | ---- | ---- | ---- | -------- |
| Australian Open | —    | 1    | —    | 1    | 3    | 1    | 2    | 2    | 1    | 1    | 1    | Q3   | 1    | 1    | Q3   | 3        |
| French Open     | —    | —    | 1    | 1    | 3    | 1    | 1    | 1    | 1    | 1    | 1    | Q1   | 2    | 1    | Q3   | 3        |
| Wimbledon       | —    | —    | —    | 2    | 3    | 2    | 1    | 2    | 2    | 2    | 1    | 1    |      | 1    | 1    | 3        |
| US Open         | Q1   | 2    | 1    | 3    | 1    | 3    | 2    | 1    | 2    | 2    | 1    | Q2   | 1    | 2    | Q1   | 3        |

Zeichenerklärung: S = Turniersieg; F, HF, VF, AF = Einzug ins Finale / Halbfinale / Viertelfinale / Achtelfinale; 1, 2, 3 = Ausscheiden in der 1. / 2. / 3. Hauptrunde; Q1, Q2, Q3 = Ausscheiden in der 1. / 2. / 3. Qualifikationsrunde; nicht ausgetragen

### Doppel
| Turnier         | 2009 | 2010 | 2011 | 2012 | 2013 | 2014 | 2015 | 2016 | 2017 | 2018 | 2019 | 2020 | 2021 | Karriere |
| --------------- | ---- | ---- | ---- | ---- | ---- | ---- | ---- | ---- | ---- | ---- | ---- | ---- | ---- | -------- |
| Australian Open | —    | —    | —    | 1    | 1    | 1    | 1    | 1    | 1    | —    | —    | 1    | 2    | 2        |
| French Open     | —    | —    | —    | 2    | 1    | 1    | 1    | 2    | —    | 1    | —    | 1    | —    | 2        |
| Wimbledon       | —    | —    | AF   | 2    | 2    | 1    | 1    | AF   | 1    | AF   | —    |      | 1    | AF       |
| US Open         | 1    | 1    | 1    | —    | 1    | 2    | 1    | —    | 1    | AF   | 2    | 1    | 1    | AF       |

### Mixed
| Turnier         | 2014 | 2015 | 2016 | 2017 | 2018 | 2019 | Karriere |
| --------------- | ---- | ---- | ---- | ---- | ---- | ---- | -------- |
| Australian Open | —    | —    | —    | —    | —    | —    | —        |
| French Open     | —    | —    | —    | 1    | —    | —    | 1        |
| Wimbledon       | —    | —    | —    | —    | —    | —    | —        |
| US Open         | AF   | 1    | 1    | —    | HF   | 1    | HF       |

## Weltranglistenpositionen am Saisonende
| Jahr   | 2007 | 2008 | 2009 | 2010 | 2011 | 2012 | 2013 | 2014 | 2015 | 2016 | 2017 | 2018 | 2019 | 2020 | 2021 |
| ------ | ---- | ---- | ---- | ---- | ---- | ---- | ---- | ---- | ---- | ---- | ---- | ---- | ---- | ---- | ---- |
| Einzel | 712  | 425  | 218  | 115  | 42   | 33   | 68   | 54   | 64   | 45   | 63   | 155  | 86   | 80   | 158  |
| Doppel | 681  | 571  | 488  | 435  | 175  | 166  | 126  | 178  | 259  | 38   | 130  | 143  | 158  | 129  | 129  |